# نعمه طراح
نِعمِه طرّاح (۱۱۲۴ - ۱۲۰۷) (نسب: نعمة بنت علی بن یحیی الطراح ) بانوی محدث سوری در سدهٔ ششم هجری بود.  بسیار از پدربزرگش یحیی طرّاح روایت نمود. در ۲۸ ربیع‌الاول ۶۰۴ق در دمشق درگذشت و در بیرون «باب‌الفرادیس» دفش شد.  